# Салуссола
Салуссола (італ. Salussola, п'єм. Salussòla) — муніципалітет в Італії, у регіоні П'ємонт,  провінція Б'єлла.
Салуссола розташована на відстані близько 530 км на північний захід від Рима, 55 км на північний схід від Турина, 14 км на південь від Б'єлли.
Населення — 1985 осіб (2014).
Щорічний фестиваль відбувається першої неділі травня. Покровитель — святий Петро Levita.

## Демографія
Населення за роками:

Станом на 1 січня 2023 року в муніципалітеті офіційно проживало 56 іноземців з 18 країн, серед них 26 громадян країн Євросоюзу та 2 громадяни України.

## Сусідні муніципалітети
- Каризіо
- Кавалья
- Черріоне
- Дорцано
- Массацца
- Ропполо
- Верроне
- Вілланова-Б'єллезе